# Coppa dell'AFC 2016
La Coppa dell'AFC 2016 è stata la 13ª edizione della seconda competizione calcistica per club dell'Asia. Il torneo è iniziato il 9 febbraio e si è conclusa il 5 novembre 2016 con la finale. Il Johor era la squadra detentrice del trofeo.
Il trofeo è stato vinto dagli iracheni dell'Al-Quwa Al-Jawiya, che hanno sconfitto in finale gli indiani del Bengaluru.

## Turni di qualificazione

### Girone A
| Squadra     | Pt. | PG | V | N | P | GF | GS | DR |
| ----------- | --- | -- | - | - | - | -- | -- | -- |
| K-Electric  | 4   | 2  | 1 | 1 | 0 | 4  | 3  | +1 |
| Druk United | 2   | 2  | 0 | 2 | 0 | 3  | 3  | 0  |
| Khoromkhon  | 1   | 2  | 0 | 1 | 1 | 0  | 1  | -1 |

|             | KEL   | DRU   | KHO   |
| ----------- | ----- | ----- | ----- |
| K-Electric  |       | 3 – 3 |       |
| Druk United |       |       | 0 – 0 |
| Khoromkhon  | 0 – 1 |       |       |

### Girone B
| Squadra                | Pt. | PG | V | N | P | GF | GS | DR |
| ---------------------- | --- | -- | - | - | - | -- | -- | -- |
| Sheikh Jamal Dhanmondi | 4   | 2  | 1 | 1 | 0 | 5  | 2  | +3 |
| Alga Bishkek           | 4   | 2  | 1 | 1 | 0 | 3  | 1  | +2 |
| Benfica de Macau       | 0   | 2  | 0 | 0 | 2 | 1  | 6  | -5 |

|                        | SJD   | ALG   | BEN   |
| ---------------------- | ----- | ----- | ----- |
| Sheikh Jamal Dhanmondi |       |       | 4 - 1 |
| Alga Bishkek           | 1 - 1 |       |       |
| Benfica de Macau       |       | 0 - 2 |       |

### Play-off Qualificazione
| Squadra 1        | Risultato               | Squadra 2        |
| Asia Occidentale | Asia Occidentale        | Asia Occidentale |
| ---------------- | ----------------------- | ---------------- |
| Al Hidd          | 2 - 0                   | K-Electric       |
| Tripoli          | 0 - 0 (dts) (7 – 6 dtr) | Alay Osh         |
| Al-Wahda         | 2 - 0                   | Balkan           |
| Ahli Al-Khalil   | 1 - 0                   | FK Khujand       |

## Fase a gironi

### Girone A
| Squadra    | Pt. | PG | V | N | P | GF | GS | DR |
| ---------- | --- | -- | - | - | - | -- | -- | -- |
| Al-Ahed    | 12  | 6  | 4 | 0 | 2 | 14 | 9  | +5 |
| Al-Wehdat  | 8   | 6  | 2 | 2 | 2 | 10 | 12 | -2 |
| Al Hidd    | 7   | 6  | 2 | 1 | 3 | 11 | 12 | -1 |
| Altyn Asyr | 6   | 6  | 1 | 3 | 2 | 5  | 7  | -2 |

|            | AHE   | WEH   | HID   | ALT   |
| ---------- | ----- | ----- | ----- | ----- |
| Al-Ahed    |       | 3 – 2 | 1 – 0 | 3 – 0 |
| Al-Wehdat  | 3 – 2 |       | 2 – 0 | 1 – 1 |
| Al Hidd    | 2 – 5 | 6 – 2 |       | 1 – 1 |
| Altyn Asyr | 2 – 0 | 0 – 0 | 1 – 2 |       |

### Girone B
| Squadra       | Pt. | PG | V | N | P | GF | GS | DR |
| ------------- | --- | -- | - | - | - | -- | -- | -- |
| Naft Al-Wasat | 15  | 6  | 5 | 0 | 1 | 9  | 3  | +6 |
| Al-Faisaly    | 11  | 6  | 3 | 2 | 1 | 10 | 6  | +4 |
| Tripoli       | 7   | 6  | 2 | 1 | 3 | 8  | 10 | -2 |
| Istiklol      | 1   | 6  | 0 | 1 | 5 | 4  | 12 | -8 |

|               | NAF   | FAI   | TRI   | IST   |
| ------------- | ----- | ----- | ----- | ----- |
| Naft Al-Wasat |       | 1 – 0 | 1 – 0 | 2 – 0 |
| Al-Faisaly    | 2 – 1 |       | 3 – 1 | 4 – 2 |
| Tripoli       | 1 – 3 | 1 – 1 |       | 2 – 1 |
| Istiklol      | 0 – 1 | 0 – 0 | 1 – 3 |       |

### Girone C
| Squadra             | Pt. | PG | V | N | P | GF | GS | DR |
| ------------------- | --- | -- | - | - | - | -- | -- | -- |
| Al-Quwa Al-Jawiya   | 15  | 6  | 5 | 0 | 1 | 15 | 7  | +8 |
| Al-Wahda            | 9   | 6  | 3 | 0 | 3 | 11 | 9  | +2 |
| Shabab Al-Dhahiriya | 7   | 6  | 2 | 1 | 3 | 7  | 10 | -3 |
| Al-Oruba            | 4   | 6  | 1 | 1 | 4 | 5  | 12 | -7 |

|                     | QUW   | WAH   | DHA   | ORU   |
| ------------------- | ----- | ----- | ----- | ----- |
| Al-Quwa Al-Jawiya   |       | 1 – 0 | 4 – 1 | 2 – 1 |
| Al-Wahda            | 5 – 2 |       | 0 – 3 | 2 – 1 |
| Shabab Al-Dhahiriya | 0 – 2 | 0 – 3 |       | 2 – 0 |
| Al-Oruba            | 0 – 4 | 2 – 1 | 1 – 1 |       |

### Girone D
| Squadra        | Pt. | PG | V | N | P | GF | GS | DR |
| -------------- | --- | -- | - | - | - | -- | -- | -- |
| Al-Muharraq    | 16  | 6  | 5 | 1 | 0 | 9  | 3  | +6 |
| Al-Jaish       | 10  | 6  | 3 | 1 | 2 | 5  | 3  | +2 |
| Ahli Al-Khalil | 5   | 6  | 1 | 2 | 3 | 7  | 11 | -4 |
| Fanja          | 2   | 6  | 0 | 2 | 4 | 5  | 9  | -2 |

|                | MHQ   | JAI   | KHA   | FAN   |
| -------------- | ----- | ----- | ----- | ----- |
| Al-Muharraq    |       | 1 – 0 | 2 – 1 | 1 – 0 |
| Al-Jaish       | 0 – 2 |       | 1 – 0 | 1 – 0 |
| Ahli Al-Khalil | 1 – 1 | 0 – 3 |       | 2 – 1 |
| Fanja          | 1 – 2 | 0 – 0 | 3 – 3 |       |

### Girone E
| Squadra                | Pt. | PG | V | N | P | GF | GS | DR  |
| ---------------------- | --- | -- | - | - | - | -- | -- | --- |
| Ceres–Negros           | 12  | 6  | 3 | 3 | 0 | 12 | 4  | +8  |
| Tampines Rovers        | 10  | 6  | 3 | 1 | 2 | 10 | 6  | +4  |
| Selangor               | 8   | 6  | 2 | 2 | 2 | 8  | 8  | 0   |
| Sheikh Jamal Dhanmondi | 3   | 6  | 1 | 0 | 5 | 7  | 19 | -12 |

|                        | CER   | TAM   | SEL   | SJD   |
| ---------------------- | ----- | ----- | ----- | ----- |
| Ceres–Negros           |       | 2 – 1 | 2 – 2 | 5 – 0 |
| Tampines Rovers        | 1 – 1 |       | 1 – 0 | 4 – 0 |
| Selangor               | 0 – 0 | 0 – 1 |       | 2 – 1 |
| Sheikh Jamal Dhanmondi | 0 – 2 | 3 – 2 | 3 – 4 |       |

### Girone F
| Squadra          | Pt. | PG | V | N | P | GF | GS | DR |
| ---------------- | --- | -- | - | - | - | -- | -- | -- |
| Kitchee          | 13  | 6  | 4 | 1 | 1 | 8  | 1  | +7 |
| Kaya             | 10  | 6  | 3 | 1 | 2 | 5  | 2  | +3 |
| Balestier Khalsa | 7   | 6  | 2 | 1 | 3 | 6  | 10 | -4 |
| New Radiant      | 3   | 6  | 0 | 3 | 3 | 2  | 8  | -6 |

|                  | KIT   | KAY   | BAL   | NRA   |
| ---------------- | ----- | ----- | ----- | ----- |
| Kitchee          |       | 1 – 0 | 4 – 0 | 0 – 0 |
| Kaya             | 0 – 1 |       | 1 – 0 | 1 – 0 |
| Balestier Khalsa | 1 – 0 | 0 – 3 |       | 3 – 0 |
| New Radiant      | 0 – 2 | 0 – 0 | 0 – 0 |       |

### Girone G
| Squadra       | Pt. | PG | V | N | P | GF | GS | DR |
| ------------- | --- | -- | - | - | - | -- | -- | -- |
| Mohun Bagan   | 11  | 6  | 3 | 2 | 1 | 14 | 9  | +5 |
| South China   | 9   | 6  | 3 | 0 | 3 | 9  | 9  | 0  |
| Yangon United | 8   | 6  | 2 | 2 | 2 | 10 | 10 | 0  |
| Maziya        | 5   | 6  | 1 | 2 | 3 | 8  | 13 | -5 |

|               | MOH   | SCA   | YAN   | MAZ   |
| ------------- | ----- | ----- | ----- | ----- |
| Mohun Bagan   |       | 0 – 3 | 3 – 2 | 5 – 2 |
| South China   | 0 – 4 |       | 2 – 1 | 2 – 0 |
| Yangon United | 1 – 1 | 2 – 1 |       | 3 – 2 |
| Maziya        | 1 – 1 | 2 – 1 | 1 – 1 |       |

### Girone H
| Squadra            | Pt. | PG | V | N | P | GF | GS | DR  |
| ------------------ | --- | -- | - | - | - | -- | -- | --- |
| Johor Darul Ta'zim | 18  | 6  | 6 | 0 | 0 | 21 | 3  | +18 |
| Bengaluru FC       | 9   | 6  | 3 | 0 | 3 | 9  | 10 | -1  |
| Ayeyawady United   | 6   | 6  | 2 | 0 | 4 | 12 | 20 | -8  |
| Lao Toyota FC      | 3   | 6  | 1 | 0 | 5 | 8  | 17 | -9  |

|                    | JDT   | BFC   | AYE   | LAO   |
| ------------------ | ----- | ----- | ----- | ----- |
| Johor Darul Ta'zim |       | 3 – 0 | 8 – 1 | 3 – 0 |
| Bengaluru FC       | 0 – 1 |       | 5 – 3 | 2 – 1 |
| Ayeyawady United   | 1 – 2 | 0 – 1 |       | 4 – 2 |
| Lao Toyota FC      | 1 – 4 | 2 – 1 | 2 – 3 |       |

## Fase a eliminazione diretta

### Ottavi di finale
| Al-Ahed            | 4 - 0       | Al-Wahda        |
| Al-Quwa Al-Jawiya  | 2 - 1       | Al-Wehdat       |
| Naft Al-Wasat      | 0 - 1       | Al-Jaish        |
| Al-Muharraq        | 1 - 0       | Al-Faisaly      |
| Asia Orientale     |             |                 |
| Ceres–Negros       | 0 - 1 (dts) | South China     |
| Mohun Bagan        | 1 - 2 (dts) | Tampines Rovers |
| Kitchee            | 2 - 3       | Bengaluru FC    |
| Johor Darul Ta'zim | 7 - 2       | Kaya            |

### Quarti di finale
| Squadra 1         | Totale | Squadra 2          | Andata | Ritorno |
| ----------------- | ------ | ------------------ | ------ | ------- |
| Al-Quwa Al-Jawiya | 5 – 1  | Al-Jaish           | 1 – 1  | 4 – 0   |
| Al-Ahed           | 3 – 0  | Al-Muharraq        | 1 – 0  | 2 – 0   |
| South China       | 2 – 3  | Johor Darul Ta'zim | 1 – 1  | 1 – 2   |
| Bengaluru FC      | 1 – 0  | Tampines Rovers    | 1 – 0  | 0 – 0   |

### Semifinali
| Squadra 1          | Totale | Squadra 2    | Andata | Ritorno |
| ------------------ | ------ | ------------ | ------ | ------- |
| Al-Quwa Al-Jawiya  | 4 – 3  | Al-Ahed      | 1 – 1  | 3 – 2   |
| Johor Darul Ta'zim | 2 – 4  | Bengaluru FC | 1 – 1  | 1 – 3   |

## Finale
| Arbitro: | Kim Jong-hyeok |

|           |           |  |
| 70’ Ahmad | Marcatori |  |